# Oudoleň
Oudoleň (en allemand : Audolen) est une commune du district de Havlíčkův Brod, dans la région de Vysočina, en Tchéquie. Sa population s'élevait à 377 habitants en 2020.

## Géographie
Oudoleň se trouve à 6 km au sud-ouest de Ždírec nad Doubravou, à 15 km à l'est-nord-est de Havlíčkův Brod, à 32 km au nord-nord-est de Jihlava et à 106 km à l'est-sud-est de Prague.
La commune est limitée par Chotěboř au nord, par Slavětín à l'est, par Havlíčkova Borová au sud et par Jitkov à l'ouest.

## Histoire
La première mention écrite de la localité date de 1397.